# In the Bedroom
In the Bedroom (bra: Entre Quatro Paredes; prt: Vidas Privadas) é um filme estadunidense de 2001, do gênero drama, dirigido por Todd Field.

## Sinopse
Um jovem chega na casa dos pais para passar as férias de verão. Lá ele começa a trabalhar para juntar dinheiro para a faculdade e se envolve com uma mulher dez anos mais velha, cujo divórcio ainda não está concluído.

## Elenco
- Tom Wilkinson .... Matt Fowler
- Sissy Spacek .... Ruth Fowler
- Nick Stahl .... Frank Fowler
- Marisa Tomei .... Natalie Strout
- William Mapother .... Richard Strout
- William Wise .... Willis Grinnel
- Celia Weston .... Katie Grinnel
- Karen Allen .... Marla Keyes
- Frank T. Wells .... Henry
- W. Clapham Murray .... Carl
- Justin Ashforth .... Tim
- Jonathan Walsh .... padre McCasslin

## Principais prêmios e indicações
Oscar 2002 (EUA)
- Recebeu cinco indicações nas categorias de Melhor Filme, Melhor Ator (Tom Wilkinson), Melhor Atriz (Sissy Spacek), Melhor Atriz Coadjuvante (Marisa Tomei) e Melhor Roteiro Adaptado.

Globo de Ouro
- Venceu nas categoria Melhor Atriz (Sissy Spacek), indicado nas categorias de Melhor Filme, Melhor Atriz Coadjuvante (Marisa Tomei) e Melhor Roteiro.

BAFTA 2002 (Reino Unido)
- Recebeu duas indicações nas categorias de Melhor Atriz (Sissy Spacek) e Melhor Ator (Tom Wilkinson).

Festival de Sundance 2001 (EUA)
- Recebeu o Prêmio Especial do Júri.

Independent Spirit Awards 2002 (EUA)
- Venceu nas categorias de Melhor Atriz (Sissy Spacek), Melhor Estreia na Direção e Melhor Ator (Tom Wilkinson).
- Indicado na categoria de Melhor Roteiro.

NYFCC Award 2001 (New York Film Critics Circle Awards, EUA)
- Venceu nas categorias de Melhor Ator (Tom Wilkinson), Melhor Atriz (Sissy Spacek) e Melhor Filme de Estreia (Todd Field).

Festival de Paris 2002 (França)
- Todd Field recebeu o troféu Grand Prix.

Prêmio Bodil 2003 (Dinamarca)
- Indicado na categoria de Melhor Filme Estadunidense.